# 硝酸钡
硝酸钡是钡的硝酸盐，分子式为Ba(NO3)2。硝酸钡室温下为白色固体，可溶于水。和其他可溶的钡化合物一样，硝酸钡有毒，使用时必须注意。

## 应用
- 巴拉托（英语：Baratol）是一种密度较大的炸药，由硝酸钡、TNT和粘合剂组成。
- 由铝粉和硝酸钡混合得到的闪光粉具有爆炸性，鋁鎂合金和硝酸鋇混合可用於製造仙女棒。
- 硝酸钡与铝热剂混合可得到TH3型铝热剂，用于手榴弹中（鋁熱手榴彈）。
- 硝酸钡也被用于氧化钡的制取、真空管工业及制造绿色焰火。

## 生产
硝酸钡可通过两种方法生产：
1. 将大块的碳酸钡溶于硝酸，此时含铁杂质沉淀下来。然后过滤，蒸發结晶即可得硝酸钡。
2. 加热氯化钡与硝酸钠的混合溶液，分离结晶得硝酸钡。

## 危险
与所有可溶钡化合物类似，摄取或吸入硝酸钡是有毒的。中毒症状有肌肉收缩（尤其是脸部和颈部）、呕吐、腹泻、腹痛、肌肉颤动、焦虑、虚弱、呼吸吃力、心律不齐和抽搐。发生在接触硝酸钡几小时或几天后的心力衰竭或呼吸衰竭有可能导致死亡。硝酸钡也可能引起对肾的损伤。.
硫酸盐溶液，如泻盐（硫酸镁）或硫酸钠可用于钡化合物中毒时的解毒剂，其机理是生成了难溶于水且无毒的硫酸钡沉淀。
吸入硝酸钡也可能对呼吸系统有刺激性。虽然皮肤或眼部接触不如摄取或吸入毒害大，但以上两者亦有可能导致发炎、痛痒、红肿或疼痛。
食入硝酸钡后应当立即求医。如果咨询医生后现象没有改善，食入者应当立即去医院。